# Беккиев, Тамирлан Эльдарович
Тамирлан Эльдарович Беккиев (род. 11 февраля 1992, Нальчик, Россия) — российский профессиональный баскетболист, игравший на позиции лёгкого форварда.

## Карьера
Тамирлан Беккиев начал заниматься баскетболом в 14 лет у заслуженного тренера России Риммы Кумыковой и Анатолия Тхакахова, а до этого семь лет играл в футбол. В 15 лет был приглашён в юношескую команду саратовского «Автодора».
Перед началом сезона 2011/2012 на Беккиева обратила внимание «Рязань», однако было принято решение отложить переход до середины сезона. В начале января 2012 года Тамирлан перешёл в «Рязань» до окончания сезона. В составе рязанской команды завоевал бронзовые медали Суперлиги.
Начав сезон 2012/2013 в составе «Автодора», в феврале 2013 года Беккиев вновь был отдан в аренду, на этот раз в «Северсталь».
Сезон 2013/2014 Беккиев начал в аренде в ростовском клубе «Атаман», но в феврале 2014 года покинул команду по причине проблем со здоровьем. В составе «Атамана» Тамирлан провёл 14 игр, в среднем набирая по 1,9 очков, 0,9 передач, 0,9 перехватов и 2,5 подборов. Вернувшись в состав «Автодора», стал чемпионом Суперлиги.

## Сборная России
На чемпионате мира (до 19 лет) завоевал бронзовую медаль. Показатели Тамирлана на турнире составили: 1,3 очка и 1,2 подбора за 7.8 минуты в среднем за игру.

## Личная жизнь
Тамирлан Беккиев внук Азрета Иссаевича Беккиева — прославленного спортсмена, чемпиона СССР по самбо, 6-кратного чемпиона Северного Кавказа по национальным видам спорта, мастера спорта по вольной борьбе.

## Достижения

### Клубные
- Чемпион Суперлиги: 2013/2014
- Бронзовый призёр Суперлиги: 2011/2012
- Чемпион Суперлиги-2 дивизион (2): 2016/2017, 2017/2018

### Сборная России
- Бронзовый призёр чемпионата мира (до 19 лет): 2011
- Серебряный призёр чемпионата Европы (до 18 лет): 2010

## Статистика
| Сезон                                                                                   | Команда   | Лига            | GP | GS | MPG | FG%  | 3P%  | FT%   | RPG | APG | SPG | BPG | PPG |  |
| 2014/15                                                                                 | Все клубы | Все лиги        | 25 | 0  | 8,4 | 40,9 | 20,0 | 81,8  | 0,9 | 0,6 | 0,2 | 0,0 | 2,0 |  |
| 2014/15                                                                                 | Автодор   | Единая лига ВТБ | 19 | 0  | 8,9 | 39,4 | 26,7 | 100,0 | 1,1 | 0,6 | 0,2 | 0,0 | 2,0 |  |
| 2014/15                                                                                 | Автодор   | Кубок вызова    | 6  | 0  | 6,8 | 45,5 | 0,0  | 33,3  | 0,5 | 0,5 | 0,0 | 0,2 | 1,8 |  |
| 2015/16                                                                                 | Все клубы | Все лиги        | 30 | 1  | 5,1 | 42,4 | 36,4 | 71,4  | 0,4 | 0,3 | 0,1 | 0,0 | 1,2 |  |
| 2015/16                                                                                 | Автодор   | Единая лига ВТБ | 19 | 0  | 4,9 | 45,5 | 42,9 | 80,0  | 0,4 | 0,3 | 0,1 | 0,0 | 1,4 |  |
| 2015/16                                                                                 | Автодор   | Кубок Европы    | 11 | 1  | 5,3 | 36,4 | 25,0 | 50,0  | 0,5 | 0,3 | 0,1 | 0,1 | 0,9 |  |
|                                                                                         |           | Всего           | 55 | 1  | 6,6 | 41,6 | 25,8 | 77,8  | 0,6 | 0,4 | 0,1 | 0,0 | 1,6 |  |
| Наведите курсор мыши на аббревиатуры в заголовке таблицы, чтобы прочесть их расшифровку |           |                 |    |    |     |      |      |       |     |     |     |     |     |  |